# Idicel
Idicel – wieś w Rumunii, w okręgu Marusza, w gminie Brâncovenești. W 2011 roku liczyła 374 mieszkańców.